# Delphyre borealis
Delphyre borealis är en fjärilsart som beskrevs av Rothschild 1912. Delphyre borealis ingår i släktet Delphyre och familjen björnspinnare. Inga underarter finns listade i Catalogue of Life.